# اونترتوربروک
اونترتوربروک (آلمانی: Lower Gate Bridge Untertorbrücke) یک پل قوسی سنگی است که بر روی رودخانه آر در شرقی‌ترین نقطه شبه جزیره انژ در شهر برن، سوئیس، قرار دارد و ماتکوارتیه را در شهر قدیمی به محله شوشالده متصل می‌کند. این پل که به شکل فعلی خود در سال‌های ۱۴۶۱ تا ۱۴۸۹ ساخته شده، قدیمی‌ترین پل آرهٔ برن است و تا اواسط قرن نوزدهم تنها پل شهر محسوب می‌شد. این یک میراث ملی سوئیسی است.

## تاریخچه

### پل چوبی، ۱۲۵۵

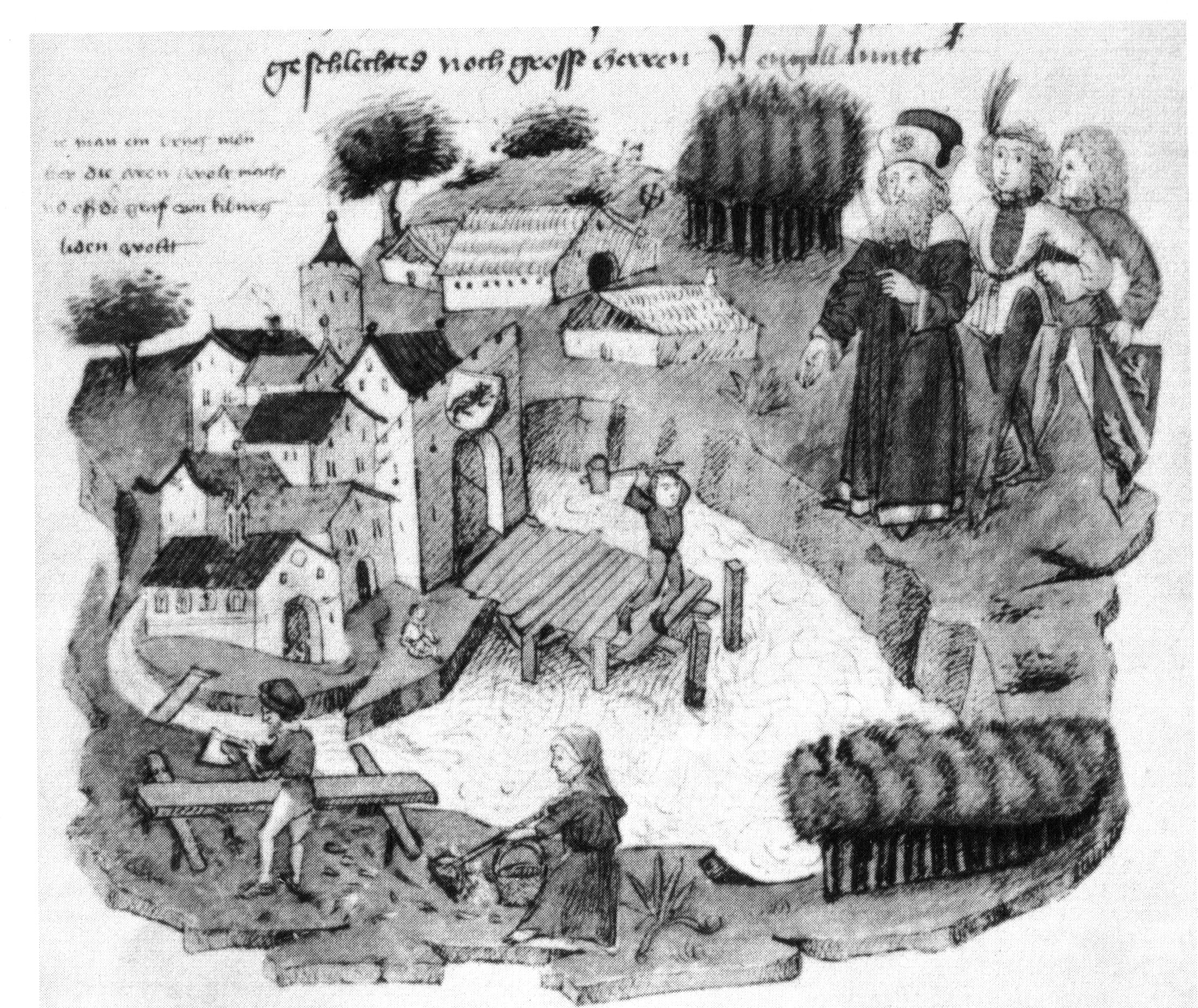
ساخت پل چوبی همان‌طور که در سال ۱۴۷۰ به تصویر کشیده شده است. کنت هارتمن عصبانی در سمت راست نشان داده شده است.

نیاز به گذرگاه رودخانه‌ای اندکی پس از تأسیس برن در سال ۱۱۹۱ ضروری شد. اولین تلاش این دولت-شهر جوان برای ساختن یک پل چوبی بر روی رودخانه آر، باعث جنگ با کنت هارتمن از خاندان قدرتمند کیبورگ شد که قلمرو شرق آر را کنترل می‌کردند. به لطف صلحی که با میانجیگری ساووی برقرار شد، اولین پل آنترتوربروک توانست در سال ۱۲۵۶ تکمیل شود. در سال ۱۲۸۸، در جریان محاصره دوم برن توسط شاه رودولف هابسبورگ، از حمله‌ای سنگین جان سالم به در برد.
این پل از چوب بلوط ساخته شده و گمان می‌رود که حداقل تا حدی پوشیده بوده است. این بنا توسط یک برج مستحکم در شرق محافظت می‌شد، یک خانه نگهبانی در مرکز آن قرار داشت و همچنین ممکن است روی آن خانه‌ها یا آلونک‌های دیگری ساخته شده باشد.

### ساخت پل سنگی، ۱۴۶۱

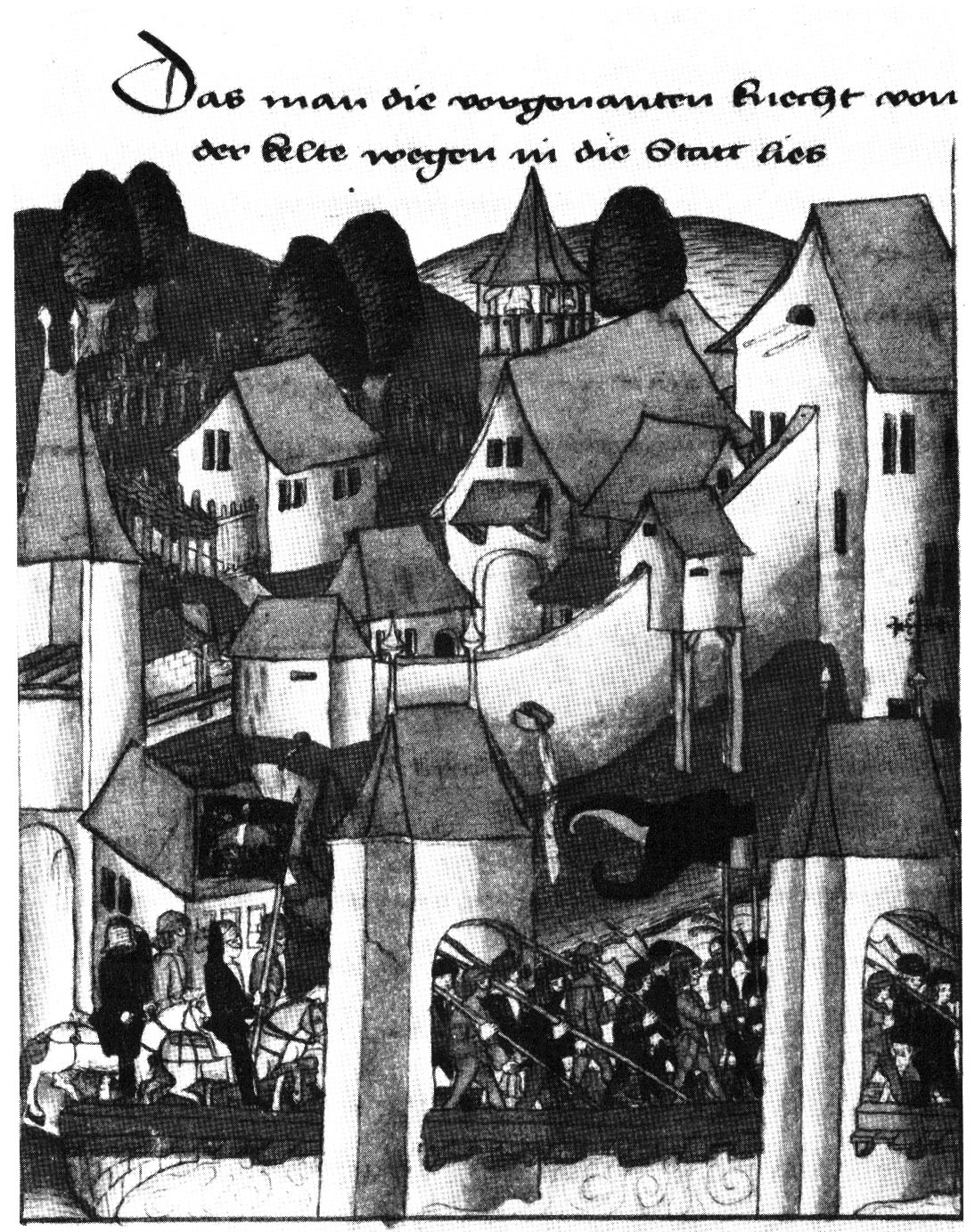
این پل همان‌طور که در یک وقایع‌نامه مربوط به سال ۱۴۷۷ به تصویر کشیده شده است. پایه‌های پل تکمیل شده‌اند، اما کف جاده هنوز چوبی است.

سیل سال ۱۴۶۰ رودخانه آر باعث خسارت شدید به پل شد و دولت شهر تصمیم گرفت آن را با سنگ بازسازی کند، از یک استادکار اهل زوریخ که اخیراً پلی بر روی رودخانه لیمات در بادن ساخته بود، درخواست کمک کرد. به نظر می‌رسد که پایه‌ها تا مارس ۱۴۶۷، زمانی که کلیسای کوچک پل تقدیس شد، تکمیل و پل تا حد زیادی قابل استفاده بوده است. سپس به دلیل هزینه‌های گزاف و جنگ‌های متناوب، ساخت و ساز متوقف شد. این کار در سال‌های ۱۴۸۴ تا ۱۴۸۷ با تکمیل استحکامات، پل متحرک بالای پل و جاده‌های دسترسی از سر گرفته شد.

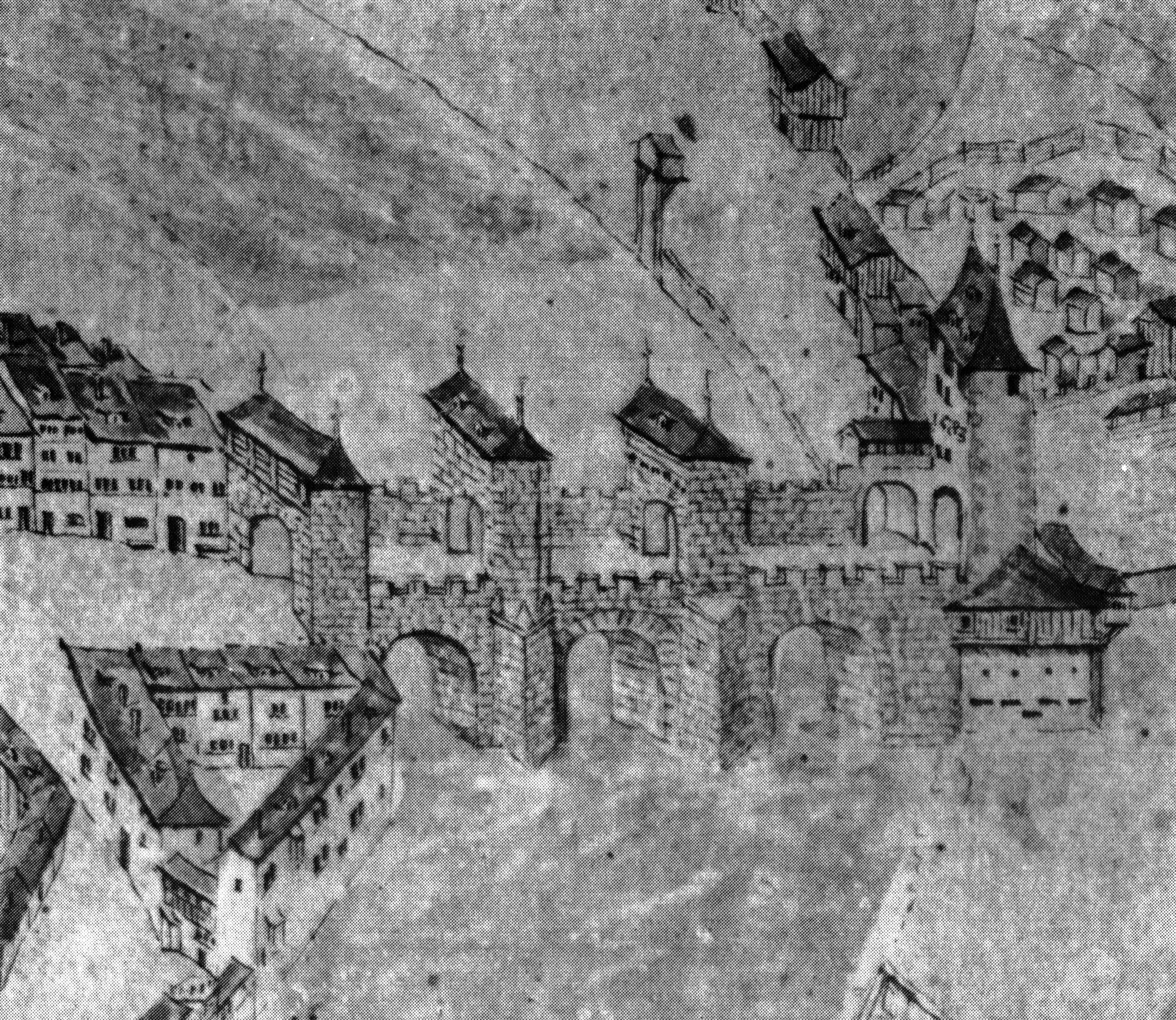
پل مستحکم همان‌طور که در نقشه‌ای از سال ۱۶۰۰ نشان داده شده است.

تا دهه ۱۷۵۰، استحکامات پل بارها و بارها بهبود یافت. جان‌پناه در سال ۱۵۱۷ با دیوارهای سنگی کنگره‌دار تقویت شد و جان‌پناه شمالی در سال‌های ۱۶۲۵ تا ۱۶۳۰ به یک دیوارپوش سرپوشیده با دو لایه دیوارپوش گسترش یافت.

### تغییر شکل پل، ۱۷۵۷ و ۱۸۱۸
در قرن هجدهم، استحکامات قرون وسطایی اونترتوربروک ارزش نظامی خود را از دست داده و به‌طور فزاینده‌ای به مانعی برای ترافیک تبدیل شده بود. در سال ۱۷۵۷، پل به‌طور کامل بازسازی شد و مسابقه‌ای برای بازسازی پل و اطراف آن برگزار شد. با این حال، شوراهای شهر تمام طرح‌های خیالی ارائه شده را رد کردند و به گزینه‌ای ارزان‌تر روی آوردند: تمام استحکامات، از جمله دیوارهای دفاعی و دروازه‌های ستونی، برداشته شدند و دروازه‌های تزئینی جدیدی در بالای پل‌ها ساخته شد، از جمله یک طاق نصرت باروک در انتهای شرقی.

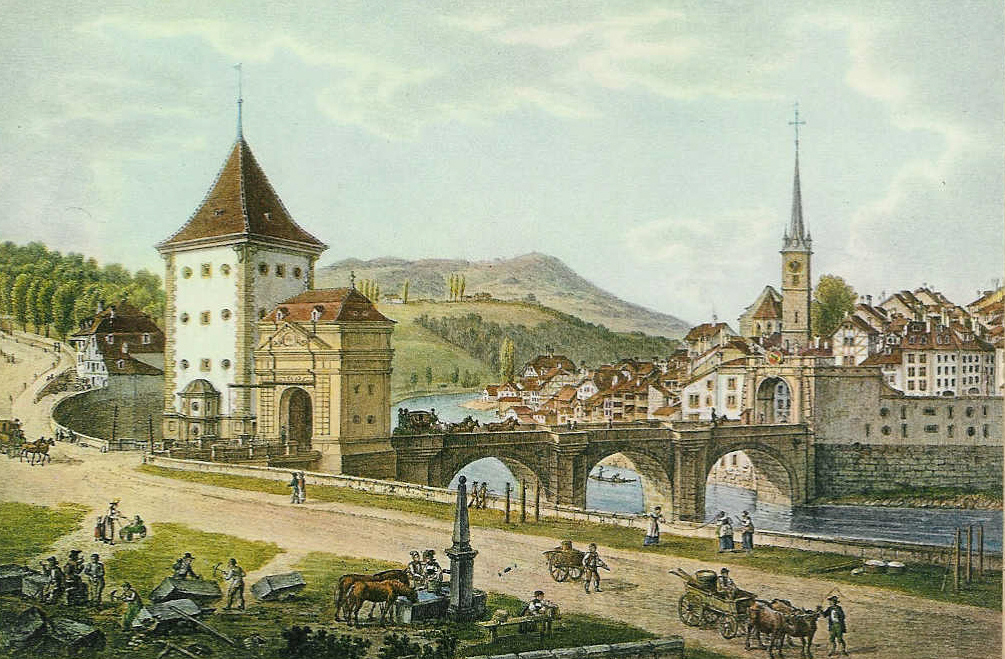
این پل در سال ۱۸۱۹ میلادی

از سال ۱۸۱۸ به بعد، تغییرات بیشتری در روبنای پل ایجاد شد. جان‌پناه‌های ماسه‌سنگی با نرده‌های آهنی جایگزین شدند، دروازه داخلی (که اکنون جدا شده بود) برداشته شد و خندق شرقی با خاک پر شد و پل متحرک بیرونی از بین رفت. آخرین تغییر اساسی در ظاهر پل در سال ۱۸۶۴ انجام شد، زمانی که دروازه شرقی به دلیل ایجاد مزاحمت برای ساکنان برج نگهبانی قرون وسطایی، فلسنبورگ، که از آن زمان به مصارف مسکونی تبدیل شده بود، پایین کشیده شد.

## وضعیت فعلی
در شکل فعلی خود، این پل به هسته ساختمانی قرون وسطایی تقلیل یافته است و هیچ اثری از سیستم گسترده استحکامات یا دروازه‌های باروک با ابهت آن باقی نمانده است. دوپایه بزرگ، که استحکام نابرابر آنها یادآور ساختمان قوی‌تر دروازه پایه شرقی سابق است، از ماسه‌سنگ ساخته شده‌اند و با تخته‌سنگ‌های گرانیتی مربوط به دهه ۱۸۲۰ روکش شده‌اند. در سر پل شرقی، جاده دو بانده به سمت جنوب خم می‌شود، جایی که زمانی از زیر برج نگهبانی سابق عبور می‌کرد. سنگ‌های سه طاق باریک از جنس توف به دوره ساخت برمی‌گردند، در حالی که نرده‌های آهنی فرفورژه نئوگوتیک در سال ۱۸۱۹ نصب شده‌اند.
وضعیت روبنا تا حد زیادی منعکس کننده وضعیت اوایل قرن نوزدهم است. کف جاده سنگفرش شده، که دو خط عبوری مناسب برای ترافیک موتوری و همچنین پیاده‌روها را در خود جای داده است، در آخرین بازسازی کامل پل در سال‌های ۱۹۷۹–۱۹۸۱ تعویض شد.

## برای مطالعهٔ بیشتر
- Furrer, Bernhard (1984), Übergänge: Berner Aareebrücken, Geschichte und Gegenwart, Bern: Benteli, ISBN 3-7165-0492-0
- Hofer, Paul (1959), Die Stadt Bern., Kunstdenkmäler des Kantons Bern, vol. 1, Basel: Gesellschaft für Schweizerische Kunstgeschichte / Verlag Birkhäuser, pp. 193–224, ISBN 3-906131-13-0
- Caviezel, Zita; Herzog, Georges; Keller, Jürg A. (2006), Basel-Landschaft, Basel-Stadt, Bern, Solothurn, Kunstführer durch die Schweiz, vol. 3 (1st ed.), Bern: Gesellschaft für Schweizerische Kunstgeschichte, p. 248, ISBN 3-906131-97-1